# وليام جيننغز بريان

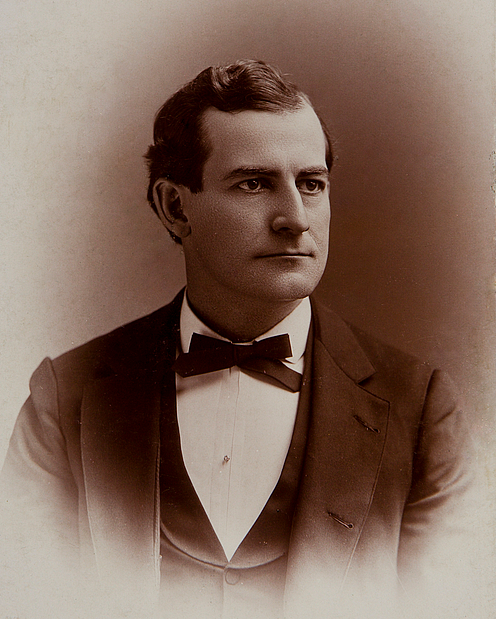
وليام جيننغز بريان

وليام جيننغز بريان (بالإنجليزية: William Jennings Bryan) هو خطيب وسياسي أمريكي من نبراسكا (19 مارس 1860-26 يوليو 1925). برز من عام 1896 كقوة مهيمنة في الحزب الديمقراطي، وترشح ثلاث مرات عن الحزب لرئاسة الولايات المتحدة (أعوام 1896، و1900، و1908) لكنه فشل في الفوز بالرئاسة في المرات الثلاث. كما عمل في مجلس النواب الأمريكي وكان وزير خارجية في رئاسة وودرو ويلسون. وكان يطلق عليه لقب «العامي العظيم» بسبب إيمانه بحكمة الناس العاديين.
ولد بريان في ولاية إلينوي، وانتقل إلى ولاية نبراسكا في ثمانينيات القرن التاسع عشر. وفاز بانتخابات مجلس النواب الأمريكي في انتخابات عام 1890، وخدم لفترتين قبل هزيمته في انتخابات مجلس الشيوخ عام 1894. وألقى بريان في المؤتمر الوطني الديمقراطي لعام 1896 خطابه «الصليب الذهبي» الذي هاجم فيه معيار الذهب والمصالح الشرقية. تنصل الحزب الديمقراطي من الرئيس الحالي وقتها جروفر كليفلاند وزملائه من ديمقراطيي بوربون المحافظين، ورشح بريان للرئاسة، ليكون بريان أصغر مرشح رئاسي لحزب رئيسي في تاريخ الولايات المتحدة، وكان وقتها بعمر السادسة والثلاثين. وكان براين مؤيدا للثنائية المالية (بمعيار الفضة والذهب معا) وتم ترشيحه أيضا من قبل الحزب الشعبوي والحزب الجمهوري الفضي. هزم بريان أمام الجمهوري ويليام ماكينلي في انتخابات عام 1896 بنتيجة متقاربة. ألقى برايان أكثر من 500 خطبة في عام 1896، فابتكر بهذا الحملة بالخطابات في عصر بقي فيه المرشحون الرئاسيون الآخرون في منازلهم.
بقي بريان مسيطرا على الحزب الديمقراطي ونال الترشيح الرئاسي مرة أخرى في عام 1900. أصبح بريان معارضا شرسا للإمبريالية الأمريكية في أعقاب الحرب الإسبانية الأمريكية، وسخر جزءا كبيرا من حملته على هذه القضية. هزم بريان أمام ماكينلي مرة أخرى، وانتصر الأخير في عدد من الولايات الغربية التي فاز بها بريان في الانتخابات السابقة. ضعف نفوذ بريان في الحزب بعد هذه الانتخابات، ورشح الديمقراطيون بدلا منه المحافظ ألتون باركر في الانتخابات الرئاسية عام 1904. فاز بريان بترشيح حزبه في الانتخابات الرئاسية عام 1908، ولكنه هزم أمام وليام هوارد تافت.
بعد أن فاز الديمقراطيون بالرئاسة في انتخابات عام 1912، قام ويلسون بمكافأة دعم بريان له بأن وضعه في منصب هام هو وزير الخارجية. بعد أن نسفت سفينة لوسيتانيا من قبل سفينة ألمانية في عام 1915، قدم ويلسون مجموعة مطالب قوية على ألمانيا لم يتفق معها بريان، حيث كان ويسلون يأمل في تجنب دخول الحرب العالمية الأولى. استقال بريان من منصبه في عام 1915، ودخلت الولايات المتحدة الحرب بعد ذلك بعامين. ظل بريان نشطا في الحياة العامة، ودعم إعادة انتخاب ويلسون ومنع الكحول. عارض بريان الداروينية على أسس دينية وإنسانية، وأظهر آراءه في محاكمة سكوبس (أو محاكمة القرد) في ولاية تينيسي عام 1925. كما أصبح مروج عقارات في فلوريدا، وساهم في ازدهار سوق الأراضي في فلوريدا عقد 1920. توفي بريان في نومه بعد خمسة أيام من انتهاء قضية سكوبس التي فاز بها.

## نشأته وتعليمه

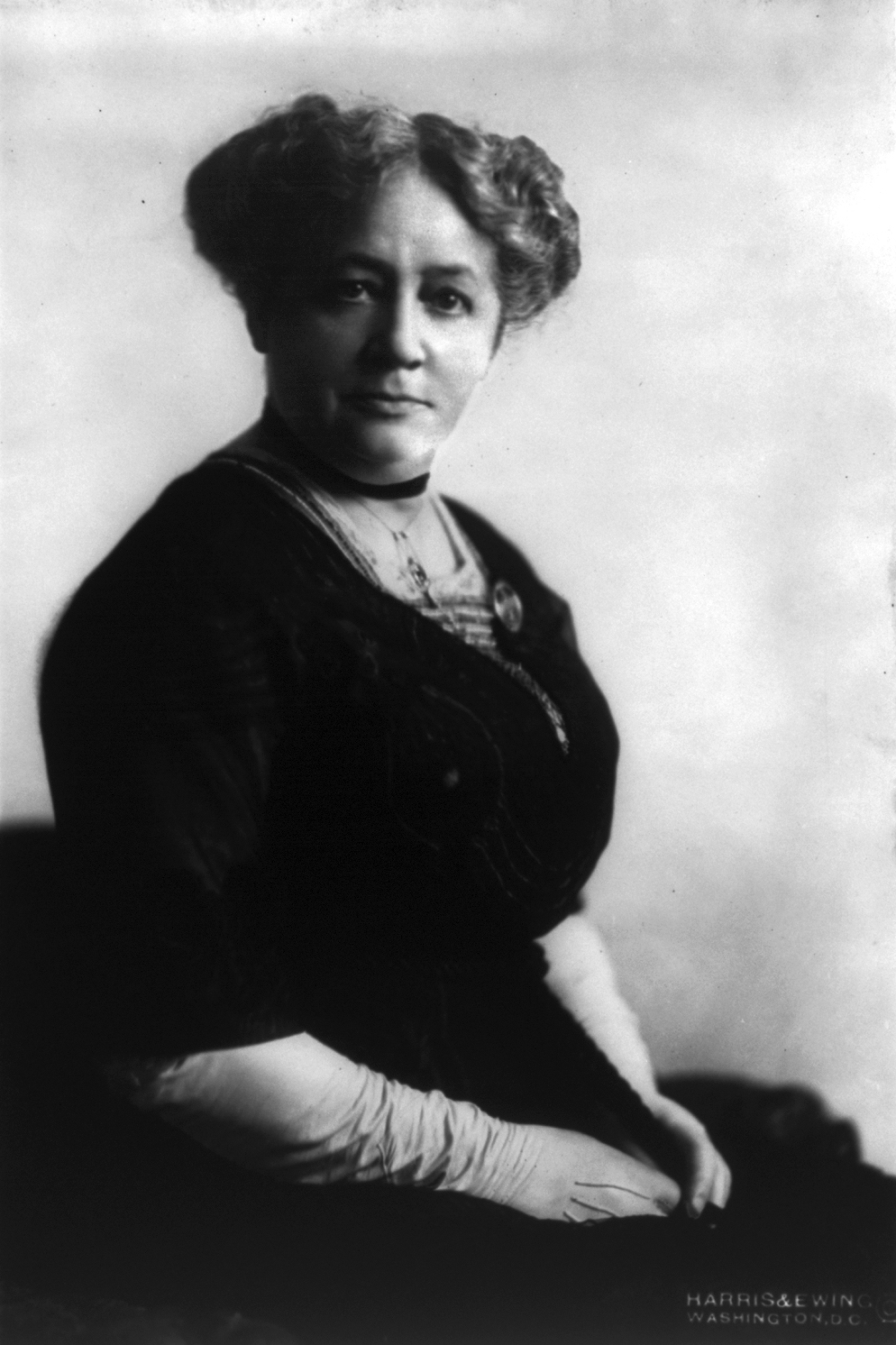
ماري بيرد برايان، زوجة ويليام جينينجز برايان

ولد ويليام جينينغز بريان في سالِم، إلينوي، في 19 مارس 1860، لوالديها سيلاس ليلارد بريان وماريا إليزابيث (جينينغز) بريان. وُلد سيلاس بريان عام 1822 وأسس مكتبًا قانونيًا في سالِم عام 1851. تزوج من ماريا، وهي طالبة سابقة له في كلية ماكيندري، في عام 1852. كان سيلاس بريان من أصول اسكتلندية ايرلندية وإنجليزية، وهو مناصر قوي للجاكسونية الديمقراطية. فاز في الانتخابات كقاضي دائرة للولاية وفي عام 1866 نقل عائلته إلى مزرعة مساحتها 210.4 هكتارًا شمال سالِم، وعاشوا في منزل مؤلف من عشر غرف كان موضع حسد من ماريون كونتي. شغل سيلاس مناصبًا محلية مختلفة وسعى للانتخاب لعضوية الكونغرس في عام 1872، لكنه هزم بفارق ضئيل من قبل المرشح الجمهوري. كان سيلاس معجبًا بأندرو جاكسون وستيفن إيه.دوغلاس، ونقل انتمائه الديمقراطي إلى ابنه ويليام، الذي بقي ديمقراطيًا مدى الحياة.
كان ويليام هو الطفل الرابع لسيلاس وماريا، لكن جميع إخوته الثلاثة الأكبر سنًا ماتوا أثناء طفولتهم. كان لبريان أيضًا خمسة أشقاء أصغر سنًا، عاش أربعة منهم حتى سن الرشد. كان بريان يتلقى تعليمه في المنزل من قبل والدته حتى سن العاشرة. أظهر بريان موهبة مبكرة في الخطابة، وألقى خطابات عامة في سن الرابعة. كان سيلاس معمدانيًا وكانت ماريا ميثودية، لكنهم سمحا لابنهما باختيار كنيسته. في سن الرابعة عشرة، كان لدى بريان تجربة تحويل في فترة تجديد. قال إنه كان أهم يوم في حياته. في سن الخامسة عشرة، أرسِل بريان لارتياد أكاديمية ويبل، وهي مدرسة خاصة في جاكسونفيل، إلينوي.
بعد تخرجه من أكاديمية ويبل، التحق بريان بكلية إلينوي، التي كانت تقع أيضًا في جاكسونفيل. خلال الفترة التي قضاها في كلية إلينوي، عمل بريان قسيسًا لجمعية سيجما باي الأدبية. واصل أيضًا صقل مهاراته في التحدث أمام الجمهور، وشارك في العديد من المناظرات والمسابقات الخطابية. في عام 1879، عندما كان لا يزال في الكلية، التقى بريان بماري إليزابيث بيرد، ابنة مالك متجر عام قريب وبدأ بالتقرب منها. تزوج بريان وماري إليزابيث في الأول من أكتوبر عام 1884. ظهرت ماري إليزابيث كجزء مهم من مسيرة بريان المهنية، إذ كانت تدير مراسلاته وتساعده في إعداد الخطب والمقالات.
بعد تخرجه من الكلية الأول على دفعته، درس بريان القانون في كلية يونيون للحقوق (التي أصبحت فيما بعد كلية الحقوق بجامعة نورث وسترن) في شيكاغو. أثناء التحاقه بكلية الحقوق، عمل بريان مع المحامي ليمان ترمبل، وهو عضو سابق في مجلس الشيوخ وصديق لسيلاس بريان وكان بمثابة حليف سياسي مهم لبريان الأصغر حتى وفاته في عام 1896. بعد تخرجه من كلية الحقوق، عاد بريان إلى جاكسونفيل ليستلم منصب في مكتب محاماة محلي. بعد الإحباط بسبب نقص الفرص السياسية والاقتصادية في جاكسونفيل، انتقل بريان وزوجته عام 1887 غربًا إلى لينكولن، عاصمة ولاية نبراسكا سريعة النمو.

## المسيرة السياسية المبكرة

### الخدمة في الكونغرس
أسس بريان ممارسة قانونية ناجحة في لينكولن مع شريكه أدولفوس تالبوت، وهو جمهوري كان بريان يعرفه في كلية الحقوق. دخل بريان أيضًا السياسة المحلية، وأطلق حملات من أجل الديمقراطيين مثل جوليوس سترلينج مورتون وغروفر كليفلاند. بعد أن اكتسب شهرة بسبب خطاباته الفعالة في عام 1888، ترشح بريان للكونغرس في انتخابات عام 1890. دعا بريان إلى خفض معدلات التعريفة، وسك الفضة بنسبة مساوية لنسبة الذهب والعمل على وقف قوة الاتئمان. جزئيًا بسبب سلسلة من العروض القوية في المناظرة، هزم بريان عضو الكونغرس الجمهوري الموجود في ذلك ويليام جيمس كونيل، الذي قام بحملته على المنصة الجمهورية الأرثوذكسية التي تركزت حول التعريفة الوقائية. جعله فوزه ثاني ديمقراطي يمثل نبراسكا في الكونغرس. على الصعيد الوطني، حصل الديمقراطيون على ستة وسبعين مقعدًا في مجلس النواب، ما منح الحزب الأغلبية في ذلك المجلس. حصل الحزب الشعبوي أيضًا، وهو حزب ثالث حصل على دعم من الناخبين الزراعيين في الغرب، على عدة مقاعد في الكونجرس.
بمساعدة عضو الكونغرس ويليام ماكيندري سبرينغر، أمّن بريان منصبًا مرغوبًا فيه في لجنة الموازنة في مجلس النواب. اكتسب بريان بسرعة سمعةً باعتباره خطيبًا موهوبًا وشرع في اكتساب فهم قوي للقضايا الاقتصادية الرئيسية في ذلك اليوم. خلال العصر المذهب، بدأ الحزب الديمقراطي بالانفصال إلى مجموعتين. سعى ديمقراطيو بوربون المحافظون في الشمال، إلى جانب بعض الحلفاء في الجنوب، إلى الحد من حجم وسلطة الحكومة الفيدرالية. استمدت مجموعة أخرى من الديمقراطيين، عضويتها إلى حد كبير من الحركات الزراعية في الجنوب والغرب، وفضلت تدخلًا فيدراليًا أكبر لمساعدة المزارعين وتنظيم السكك الحديدية والحد من سلطة الشركات الكبرى. أصبح بريان منتسبًا إلى المجموعة الأخيرة، إذ دافع عن السك الحر للفضة (الفضة المحررة) وإنشاء ضريبة دخل اتحادية تصاعدية. على الرغم من أنها كانت محببة للعديد من الإصلاحيين، إلا أن دعوة بريان للحصول على الفضة المُحررة كلفته دعم مورتون وبعض الديمقراطيين المحافظين الآخرين في نبراسكا. عارض مؤيدو الفضة المُحررة من قبل البنوك وحملة السندات الذين كانوا يخشون آثار التضخم.
سعى بريان لإعادة انتخابه في عام 1892 بدعم من العديد من الشعبويين ودعم المرشح الرئاسي الشعبوي جيمس بي ويفر بدلًا من المرشح الرئاسي الديمقراطي غروفر كليفلاند. فاز بريان بإعادة انتخابه بأغلبية 140 صوتًا فقط، بينما هزم كليفلاند جيمس ويفر والرئيس الجمهوري الموجود في ذلك الوقت بنجامين هاريسون في الانتخابات الرئاسية لعام 1892. عيّن كليفلاند حكومة تتألف إلى حد كبير من ديمقراطيين محافظين مثل مورتون، الذي أصبح وزير الزراعة في إدارة كليفلاند. بعد وقت قصير من تولي كليفلاند منصبه، تسببت سلسلة من إغلاقات البنوك في ذعر عام 1893، وهي أزمة اقتصادية كبرى. رداً على ذلك، دعا كليفلاند إلى جلسة خاصة للكونغرس للمطالبة بإلغاء قانون شراء الفضة شيرمان لعام 1890، والذي يتطلب من الحكومة الفيدرالية شراء عدة ملايين من أوقيات الفضة كل شهر. على الرغم من أن بريان شن حملة لإنقاذ قانون شيرمان لشراء الفضة، إلا أن تحالفًا من الجمهوريين والديمقراطيين ألغاه بنجاح. ومع ذلك، نجح بريان في تمرير تعديل نص على إنشاء أول ضريبة دخل اتحادية في وقت السلم.
مع تراجع الاقتصاد بعد عام 1893، أصبحت الإصلاحات التي يفضلها بريان والشعبويون أكثر شعبية بين العديد من الناخبين. بدلاً من الترشح لإعادة انتخابه في عام 1894، سعى بريان للانتخاب لمجلس الشيوخ في الولايات المتحدة. أصبح أيضًا رئيس تحرير أوماها وورلد هيرالد، على الرغم من أن معظم واجبات التحرير قام بها ريتشارد لي ميتكالف وجيلبرت هيتشكوك. على الصعيد الوطني، حقق الحزب الجمهوري فوزًا كبيرًا في انتخابات عام 1894، إذ حصل على أكثر من 120 مقعدًا في مجلس النواب الأمريكي. في نبراسكا، على الرغم من شعبية بريان، انتخب الجمهوريون أغلبية مشرعي الولاية وخسر بريان انتخابات مجلس الشيوخ للجمهوري جون ميلين ثورستون. ومع ذلك، كان بريان سعيدًا بنتيجة انتخابات عام 1894، إذ فقد جناح كليفلاند للحزب الديمقراطي مصداقيته، وانتُخب مرشح بريان المفضل لمنصب الحاكم، سيلاس هولكومب، من قبل ائتلاف من الديمقراطيين والشعبويين.
بعد انتخابات عام 1894، شرع بريان في جولة نقاش على مستوى البلاد تهدف إلى تعزيز الفضة المُحررة، وإبعاد حزبه عن السياسات المحافظة لإدارة كليفلاند، واستدراج الشعبويين والجمهوريين المؤيدين للفصة المُحررة إلى الحزب الديمقراطي ورفع مكانة بريان العامة قبل الانتخابات التالية. أتاحت رسوم التحدث لبريان التخلي عن ممارسته القانونية وتكريس نفسه بدوام كامل للخطابة.

## روابط خارجية
- وليام جيننغز بريان على موقع IMDb (الإنجليزية)
- وليام جيننغز بريان على موقع الموسوعة البريطانية (الإنجليزية)
- وليام جيننغز بريان على موقع ميوزك برينز (الإنجليزية)
- وليام جيننغز بريان على موقع إن إن دي بي (الإنجليزية)
- وليام جيننغز بريان على موقع ديسكوغز (الإنجليزية)
- وليام جيننغز بريان على موقع قاعدة بيانات الفيلم (الإنجليزية)